# Kouka (Kongoussi)
Pour les articles homonymes, voir Kouka.
Kouka est un village situé dans le département de Kongoussi de la province du Bam dans la région du Centre-Nord au Burkina Faso.